# Морейра-де-Жераш-ду-Лима
Морейра-де-Жераш-ду-Лима (порт. Moreira de Geraz do Lima)  —  район (фрегезия) в Португалии,  входит в округ Виана-ду-Каштелу. Является составной частью муниципалитета  Виана-ду-Каштелу. По старому административному делению входил в провинцию Минью. Входит в экономико-статистический  субрегион Минью-Лима, который входит в Северный регион. Население составляет 628 человек на 2001 год. Занимает площадь 4,03 км².